# 인도령 카슈미르
인도령 카슈미르는 인도 북부의 지방이며 이곳의 귀속문제는 인도 독립 이래 파키스탄과의 분쟁의 초점이 되어 왔다. 대부분이 카라코람 산맥과 그레이트 히말라야 산맥의 산악지대이며 주민은 산간분지나 계곡에서 자급자족의 생활을 하고 있다. 교통이 불편해 지역간의 교류가 별로 없고, 주민의 기질은 폐쇄적이다. 중심부는 수도 스리나가르가 있는 카슈미르 계곡인데 여기에 길이 130km, 폭 30~40km의 비교적 넓은 평지가 있어 쌀, 밀, 보리, 옥수수, 살구, 포도 등이 재배된다. 주변 산지에서는 산양이 방목되는데 그 털로 짠 캐시미어 직물은 이 지방의 특산물이다.
2019년까지는 잠무 카슈미르주가 있었지만 잠무 카슈미르 (연방 직할지)와 라다크로 분할되었다.